# Mircea Hrișcă
Mircea V. Hrișcă (n. 23 noiembrie 1938, Doroteia, România – d. 30 ianuarie 2005, Suceava, România), a fost un pictor și grafician român.

## Biografie
Membru al U.A.P. Studiază la Școala Medie de Arte Plastice, Iași(1953-1957) și la Institutul de Arte Plastice "Ion Andreescu", Cluj (1957-1963). Muzeograf la Muzeul Județean Suceava; profesor la Școala Populară de Artă Suceava.
Expoziții personale: Centrul minier Ostra (1974), Suceava (1974, 1976, 1982, 1985, 1986, 1987, 1990, 2000). Expoziții colective și de grup la Galați, București, Suceava ș.a. Lucrări în colecții din țară și străinătate. Documentare în Polonia. Realizează pictură și grafică (portret, natură statică, compoziție, peisaj). Stăpân pe tehnica contrastelor, unul dintre artiștii de marcă din Bucovina, care și-a "construit" un stil original, inconfundabil în pictură. "Ai impresia ca pictorul țese, sculptează, clădește, orânduiește, în lucrările sale, o datină străbună, un ritual milenar, într-o armonie de o sobrietate adânca și cu un rafinament filtrat de generații" (Elena Greculesi).

## Premii și distincții
Distins cu premii de prestigiu: Premiul I, 1976 și Marele Premiu, 1980 la Festivalul Concurs "Voronețiana", când această manifestare era de mare anvergură; indemnizație de merit (2004).

### Decorații
- Ordinul național „Pentru Merit” în grad de Ofițer (1 decembrie 2000) „pentru realizări artistice remarcabile și pentru promovarea culturii, de Ziua Națională a României”[1]